# K-pop
 
El k-pop (en hangul, 케이팝; romanización revisada, keipap; abreviación de Korean popular music, en inglés o «música popular coreana» en español) es un género musical surgido en los años noventa, que incluye diversos estilos musicales como el pop, rap, EDM, rock o R&B, y que se refiere específicamente a la música popular de Corea del Sur, debido a que Corea del Norte no posee una industria de música popular con influencia occidental.
De acuerdo al Dr. Timothy Laurie, de la Escuela de Comunicación de la Universidad de Tecnología de Sídney: «Desde finales de la década de 1990, el éxito de los artistas del k-pop ha atraído una atención mundial sin precedentes a las culturas musicales de Asia oriental». La forma más moderna del género surgió con uno de los primeros grupos de k-pop, Seo Taiji & Boys, que se conformó en 1992. Su experimentación con diferentes estilos de música «reformó la escena musical de Corea». Como resultado, la integración de géneros musicales extranjeros se ha convertido en una práctica común de los artistas de este género.
El k-pop ingresó al mercado japonés a principios del siglo XXI y rápidamente se convirtió en una subcultura entre los adolescentes y adultos jóvenes de Asia Oriental y del Sudeste Asiático. Con el advenimiento de los servicios de redes sociales, la actual propagación mundial de k-pop y el entretenimiento coreano conocido como la ola coreana se ve en América Latina, India, África del Norte, el medio Este, y en otras partes de Occidente.

## Características

### Contenido audiovisual
"K-pop" es una abreviación de Korean popular music, en inglés o música popular coreana en español, es un género musical que incluye diversos estilos como la música dance electrónica, hip hop, rock, R&B, etc, y que se refiere específicamente a la música popular de Corea del Sur, debido a que prácticamente no hay una industria de música popular con influencia occidental en Corea del Norte. En este país, Corea del Norte, la actividad musical está estrictamente controlada por el gobierno, el cual promueve música con tintes patrióticos, a menudo interpretada por grandes orquestas de trabajadores.
Aunque el K-pop generalmente se refiere a la música popular surcoreana, algunos consideran que es un género que abarca un amplio aspecto de elementos musicales y visuales. El Instituto Nacional de Audiovisual francés define el K-pop como una «fusión de música sintetizada, rutinas de baile y ropa colorida de moda».

### Formación sistemática de artistas
Las agencias de entretenimiento en Corea del Sur ofrecen contratos a los artistas potenciales, a veces a una edad temprana. Los aprendices viven juntos en un ambiente regulado y pasan muchas horas al día aprendiendo música, baile, idiomas extranjeros y otras habilidades en preparación para su debut. Este sistema «robótico» de formación es a menudo criticado por los medios de comunicación occidentales. En 2012, The Wall Street Journal informó que el costo de la formación de un ídolo de pop coreano bajo la compañía S.M. Entertainment es de un promedio de tres millones de dólares.

### Género híbrido y valores transnacionales

Volumen de búsquedas para el K-pop desde el año 2008 de acuerdo con Google Trends.

El K-pop es un producto cultural que caracteriza «valores, identidades y significados que van más allá del valor estrictamente comercial». Se caracteriza por una mezcla de sonidos occidentales con la visión asiática del rendimiento. Se ha observado que hay una «visión de modernización» inherente en la cultura pop coreana. Para algunos, los valores del K-pop transnacionales son los responsables de su éxito. Un comentarista de la Universidad de California dijo que:

«La cultura de pop coreana contemporánea se basa en [...] los flujos transnacionales [...] que se producen a través, más allá y afuera de las fronteras nacionales e institucionales».

Algunos ejemplos de los valores transnacionales inherentes al K-pop que pueden atraer a personas de diferentes orígenes étnicos, nacionales y religiosos incluyen una dedicación a la producción de alta calidad y la presentación de ídolos, así como su ética de trabajo y comportamiento social cortés, hecho posible por el período de formación.

### Mercadotecnia
Muchas agencias han presentado nuevos grupos de ídolos a una audiencia a través de un «escaparate de debut», que consiste en marketing en línea y promociones de programas de televisión en lugar de la radio. A los grupos se les da un nombre y un «concepto» junto con el gancho comercial. A veces se forman subunidades o subgrupos entre los miembros existentes, tales como Super Junior-K.R.Y. o Super Junior-M, que se han convertido en algunos de los subgrupos de K-pop más vendidos en China.
El marketing en línea incluye vídeos musicales publicados en YouTube con la finalidad de llegar a un público mundial. Antes del vídeo real, el grupo publica fotos y tráileres. Los ciclos promocionales de los artistas se llaman reapariciones (comeback en inglés), aunque el músico o el grupo en cuestión no haya estado inactivo.

### Uso de frases en inglés
El K-pop moderno se caracteriza por el uso de frases en inglés, el escritor Jin Dal Yong de Música Popular y Sociedad escribió que su uso puede haber sido influenciado por los «americanos coreanos y/o coreanos que han estudiado en los Estados Unidos, [quienes] sacaron el máximo provecho de su fluidez en inglés y recursos culturales que no se encuentran comúnmente entre los que fueron criados y educados en Corea». En 1995, el porcentaje de títulos de canciones que usaron el inglés en las primeras posiciones en las listas de éxitos fue del 8 %. Este porcentaje se modificó a un 30 % en el año 2000, a un 18 % en el año 2005 y a un 44 % en el año 2010. Del mismo modo, un número creciente de bandas de K-pop utilizan nombres en inglés en lugar de coreano. Esto permite que las canciones y los artistas se promocionen a un público más amplio en todo el mundo. Un ejemplo de canción coreana con una proporción mayoritaria su letra en inglés es «Jumping» del grupo de chicas KARA, que fue lanzado al mismo tiempo en Corea del Sur y en Japón, con mucho éxito. Cada vez más, los compositores y productores extranjeros son contratados para trabajar en las canciones de artistas coreanos como will.i.am y Sean Garrett. Músicos como Akon, Kanye West, Ludacris y Snoop Dogg, también han participado en canciones de K-pop. Sin embargo, el uso del inglés no ha asegurado la popularidad del K-pop en el mercado de América del Norte. Para algunos comentaristas, la razón de esto se debe a que el género puede ser visto como una apropiación o una versión destilada de la música occidental, haciendo difícil para el K-pop encontrar aceptación en estos mercados. Por otra parte, el público occidental tiende a poner énfasis en la autenticidad y la expresión individual de la música, lo cual puede ser suprimido por el sistema de ídolos.

### Coreografías
Las principales canciones de los artistas están convencionalmente acompañadas por una coreografía, que a menudo incluye un movimiento clave del baile (conocido como el «punto» del baile), para que coincida con las características o la letra de la canción. «Sorry Sorry» de Super Junior y «Abracadabra» de Brown Eyed Girls son ejemplos de canciones con un notable «punto» en la coreografía. Recientemente, coreógrafos internacionales bien conocidos como Parris Goebel y Anthony Joseph Testa ha trabajado con artistas como CL, BIGBANG y SHINee. Algunos fans han bailado las coreografías de sus ídolos y los han subido en línea, por ejemplo, en Vietnam.

### Moda y cosmética
El K-pop tiene una influencia significativa en la moda en Asia, donde las tendencias iniciadas por los ídolos son seguidas por los jóvenes. Algunos artistas se han establecido como iconos de la moda como G-Dragon y CL quién repetidamente ha trabajado con el estilista Jeremy Scott que se identifica como su «musa».
La relación del K-pop con la cosmética coreana es innegable, numerosos idols son imagen de un gran número de marcas de cosmética que inundan el país. En Corea del Sur el uso de la cosmética no solo se cierra al mercado femenino, sino que es usada también por hombres, estos se preocupan de su aspecto tanto como las mujeres. En los últimos años la cosmética coreana está traspasando fronteras llegando hasta otros muchos países en forma de tiendas especializadas, como es el caso de Korean Queens, la primera tienda española en línea especializada en la venta de cosmética coreana.
Hay algún grado de preocupación acerca de tendencias tales como el emblanquecimiento de la piel que se relacionan con los estándares de belleza cuestionables de Corea.

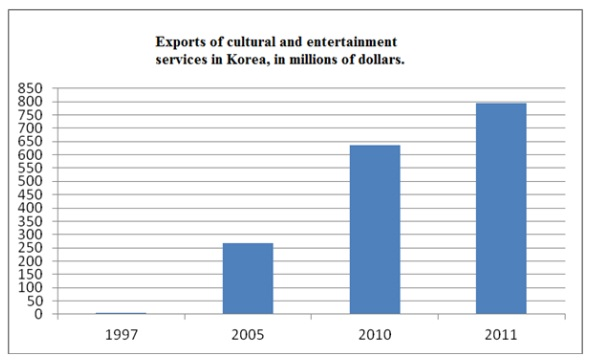
El Banco de Corea atribuyó el rápido aumento de las exportaciones culturales desde 1997 al aumento en la popularidad del K-pop.

### Apoyo gubernamental
El gobierno de Corea del Sur ha reconocido los beneficios para el sector exportador del país como resultado de la Ola coreana (se estima que en 2011, un incremento de cien dólares en la exportación de productos culturales ha sido una consecuencia del aumento de cuatrocientos doce dólares en las exportaciones de otro bienes de consumo como alimentos, ropa, cosméticos y productos de TI) y por lo tanto han subvencionado algunos proyectos. Las iniciativas del gobierno para expandir la popularidad del K-pop se llevan a cabo principalmente por el Ministerio de Cultura, Deportes y Turismo, que es responsable de la creación de los centros mundiales de la cultura coreana. Embajadas y consulados de Corea del Sur también organizan conciertos de K-pop en el extranjero, y el Ministerio de Asuntos Exteriores invita regularmente a los aficionados extranjeros del K-pop para participar en el Festival Mundial de K-Pop en el país.

## Historia

### Orígenes de la música popular coreana
La historia de la música popular coreana se puede remontar alrededor de 1885, cuando un misionero estadounidense, Henry Appenzeller, comenzó a enseñar canciones populares estadounidenses y británicos en una escuela. Estas canciones fueron llamados changga en coreano, y se basan típicamente en una música popular occidental, pero cantados con letras en coreano. Durante la ocupación japonesa de Corea (1910-1945), la popularidad de las canciones changga aumentó con los coreanos para expresar sus sentimientos en contra de la opresión japonesa a través de la música. Una de las canciones más populares de la jornada fue «Huimangga» (en hangul, 희망가; literalmente, «La Canción de la Esperanza»). Sin embargo, los japoneses tomaron las colecciones de changga existentes y publicaron sus propios libros con letras. El primer disco de pop coreano conocido era Yi Pungjin Sewol (Este tiempo tumultuoso), de Park Chae Seon Lee y Ryu Saek de 1925, que contenía canciones populares traducidos del japonés. La primera canción pop escrita por un compositor coreano es Nakhwayusu (en hangul, 낙화 유수; literalmente, «Flores caídas en agua corriente») por Lee Jeong Suk en 1929. A mediados de la década de 1920, el compositor japonés Masao Koga mezcló la música tradicional coreana con la música evangélica que los evangelistas estadounidenses introdujeron en la década de 1870. Este tipo de música se conoció como Enka en Japón, y más tarde en Corea como trot (en hangul, 트로트).

### 1940–1960: Llegada de la cultura occidental
Después de que la península coreana fuera dividida entre el Norte y Sur después de su liberación de la ocupación japonesa en 1945, la cultura occidental se introdujo en el país en una escala pequeña, con bares de estilo occidental y clubes con música occidental. Después de la guerra de Corea (1950-1953), las tropas estadounidenses se mantuvieron en Corea del Sur. Con la continua presencia de las fuerzas armadas de Estados Unidos durante este período, tanto en su cultura como la difusión global en todo el país y la música occidental se hizo más aceptada gradualmente. 

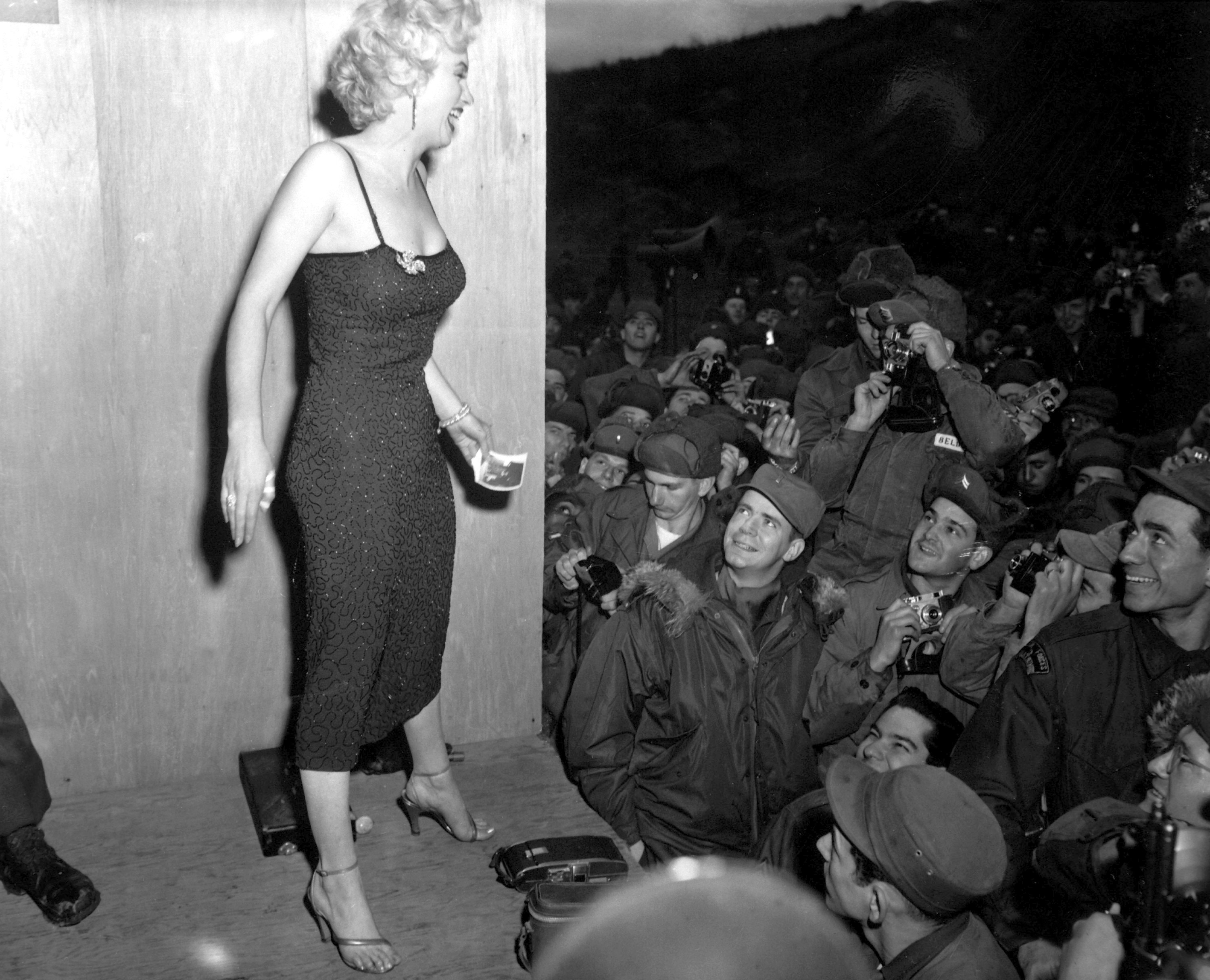
Marilyn Monroe entreteniendo soldados estadounidenses en Corea del Sur en 1954.

Los de United Service Organizations hicieron posible que varias figuras prominentes en el entretenimiento estadounidense de la época como Marilyn Monroe y Louis Armstrong, visitaran las tropas ubicadas en Corea del Sur. Estas visitas despertaron la atención del público de Corea del Sur. En 1957, la red de radio del ejército estadounidense comenzó su transmisión, la difusión de la popularidad de la música occidental. Su música comenzó a influir en la música de Corea del Sur, al igual que la escala pentatónica siendo sustituida gradualmente por conjuntos musicales y populares canciones.
En la década de 1960, con el desarrollo de las grabaciones de discos de vinilo y las mejoras en la tecnología hicieron posible la búsqueda de diferentes tonos de voz. Muchos cantantes cantaron para las tropas de Estados Unidos, por lo general en clubes exclusivos. Tenían varios géneros musicales como country, blues, jazz y rock & roll. La economía surcoreana comenzó a florecer y la música popular siguió la tendencia, difundida por las primeras estaciones de radio. El cine coreano también comenzó a desarrollarse y los músicos coreanos comenzaron a actuar para un público más amplio. 
Cuando la Beatlemanía llegó a las costas de Corea aparecieron las primeras bandas de rock locales, la primera de las cuales se dice que es ADD4, una banda fundada en 1962. El primer concurso de talentos para las bandas de rock en Seúl fue organizado en 1968. Además del rock y el pop, las canciones de trot seguían siendo populares. Algunos cantantes surcoreanos ganaron popularidad internacional: The Kim Sisters, Yoon Bok Hee y Patti Kim fueron los primeros cantantes en debutar en países como Vietnam y los Estados Unidos. The Kim Sisters se convirtieron en el primer grupo coreano en lanzar un álbum en los Estados Unidos, actuando en Las Vegas y hacer varias apariciones en el programa de televisión de Ed Sullivan. Además, la canción de 1961 de Han Myeong Suk titulado «The Boy in The Yellow Shirt» recibió un cover de la cantante francesa Yvette Giraud y también se hizo popular en Japón.

### 1970: Influencias hippies y folk
A finales de la década de 1960, el pop coreano sufrió otra transformación. Cada vez más músicos se convirtieron en estudiantes universitarios y graduados, estos fueron influenciados fuertemente por la cultura estadounidense y su estilo de vida (incluyendo el movimiento hippie), produciendo música alegre a diferencia de sus antecesores, que fueron influenciados por la guerra y la opresión japonesa. La generación más joven se opuso a la guerra de Vietnam tanto como lo hicieron los hippies estadounidenses, lo que dio como resultado que el gobierno coreano prohibiera canciones con letras más liberales. A pesar de ello, la influencia popular del folk siguió siendo popular entre la juventud, hizo que el canal de televisión MBC, organizara un concurso musical para estudiantes universitarios en 1977, siendo la base de otros diversos festivales de música moderna.
Una de las principales figuras de la época fue Han Dae Soo, quien fue criado en los Estados Unidos e influenciado por Bob Dylan, Leonard Cohen y John Lennon. La canción de Han «Mul jom juso» (en hangul, 물 좀 주소; literalmente, «Give Me Water») se convirtió en un icono entre los jóvenes de Corea. Sus actuaciones atrevidas y su estilo de canto único a menudo sorprendió al público y más tarde fue prohibido de actuar en Corea. Han se mudó a la ciudad de Nueva York y siguió su carrera musical allí, regresando a su país de origen en los años noventa. Otros cantantes notables del período incluyen Song Chang Sik, Young Nam Cho y Hee Eun Yang.
En la década de 1970, los DJs también comenzaron a hacerse populares.

### 1980: La era de las baladas
En los años 80 se vieron el aumento de cantantes de balada después del álbum de 1985 de Lee Gwang Ho You're Too Far Away to Get Close to (en hangul, 가까이 하기엔 너무 먼 당신; romanización revisada, Gakkai Hagien Neomu Meon Dangsin) luego de vender más de 300 000 copias. Otros populares cantantes de baladas incluyeron a Lee Moon Se y Byun Jin Seob apodado como «Prince of Ballads». Uno de los compositores de balada más buscados de la época fue Lee Young Hoon, cuyas canciones fueron compiladas en un musical moderno en 2011 titulado Gwanghwamun Yeonga.
El Asia Music Forum fue un evento lanzado en 1980, con representantes de cinco países asiáticos diferentes compitiendo. El cantante coreano Cho Yong Pil ganó el primer lugar y pasó a tener una carrera exitosa, presentándose en Hong Kong y Japón. Su primer álbum Chang bakkui yeoja (en hangul, 창 밖의 여자; literalmente, «Woman outside the window»), se convirtió en un éxito comercial lo que le llevó a ser el primer cantante surcoreano en subir al escenario del Carnegie Hall en Nueva York. Su repertorio musical incluyó rock, dance, trot y folk pop.

### 1990: Desarrollo del K-pop moderno

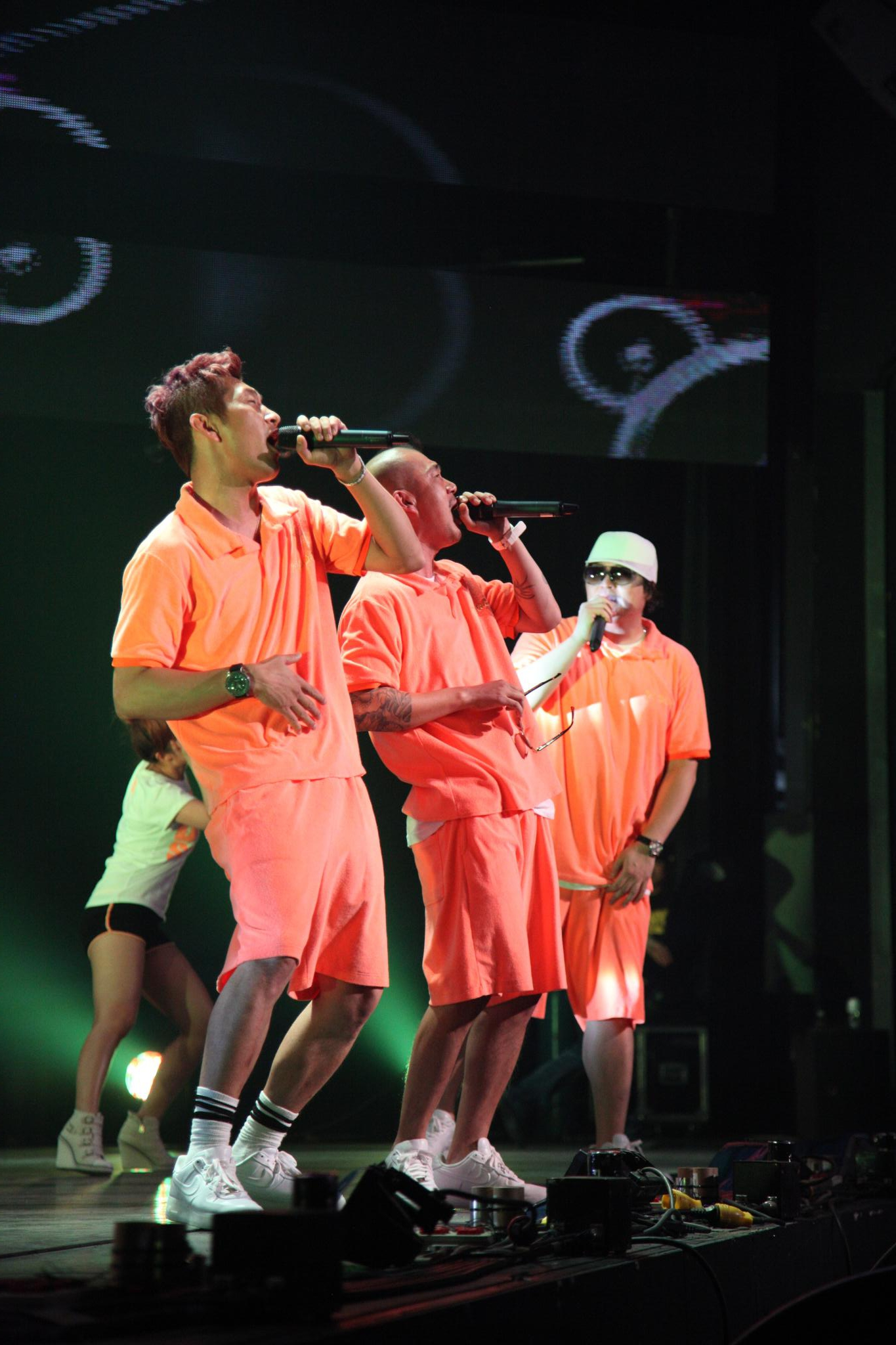
DJ Doc, un trío de hip hop más popular de 1990.

En la década de 1990, los músicos de K-Pop incorporaron parcialmente los estilos de música popular Europop y principalmente los géneros estadounidenses como rap, rock, jazz, electrónica y techno en su música. El surgimiento del popular grupo Seo Taiji and Boys en 1992 marcó un punto importante en la música popular coreana, ya que el grupo incorporó géneros occidentales como el hip hop, rock, y tecno. El enorme éxito obtenido por Seo Taiji and Boys en Corea y grupos experimentales semejantes como Panic, marcaron la tendencia de la actual generación de artistas K-Pop. Después de Seo Taiji and Boys, grupos de música dance fueron dominando la escena de la música popular coreana de los años 1990. El trío se estrenó en un programa de talentos de MBC, con su canción «Nan Arayo» (en hangul, 난 알아요) y obtuvieron la clasificación más baja del jurado. Sin embargo, la música y el álbum homónimo se hicieron tan exitosos, que abrieron el camino para el lanzamiento de canciones del mismo formato. El éxito de la canción, fue atribuido al género  new jack swing y su refrán marcante, así como letras innovadoras que se ocupan de los problemas de la sociedad coreana. Después, sus pasos fueron seguidos por diversos artistas de hip hop Y R&B como Yoo Seung Jun, Jinusean, Deux, 1TYM y Drunken Tiger.
En 1995, el productor coreano Lee Soo Man fundó la compañía de entretenimiento, S.M. Entertainment. El exmiembro de Seo Taiji & Boys, Yang Hyun Suk, formó YG Entertainment en 1996, al igual que el cantante coreano, Park Jin Young, estableció JYP Entertainment en 1997.
Inspirados en Seo Taiji and Boys, varios grupos de idols fueron formados en este período, a fin de suplir la creciente demanda del público adolescente. El grupo H.O.T fue uno de los primeros grupos masculinos en la industria, con su debut en 1996. Su éxito fue seguido por el surgimiento de grupos como Sechs Kies, S.E.S, Fin.K.L, NRG, Baby VOX, Diva, Shinhwa y g.o.d. En la década de 1990 también se convirtió en un período de éxito para los clubes de música de underground y las bandas de punk rock como Crying Nut.
Durante la crisis financiera asiática de 1997, llevó a los artistas surcoreanos a buscar nuevos mercados: con H.O.T lanzando un álbum en mandarín y Diva un álbum en inglés en Taiwán.

### 2000-presente: Ascenso de la ola coreana

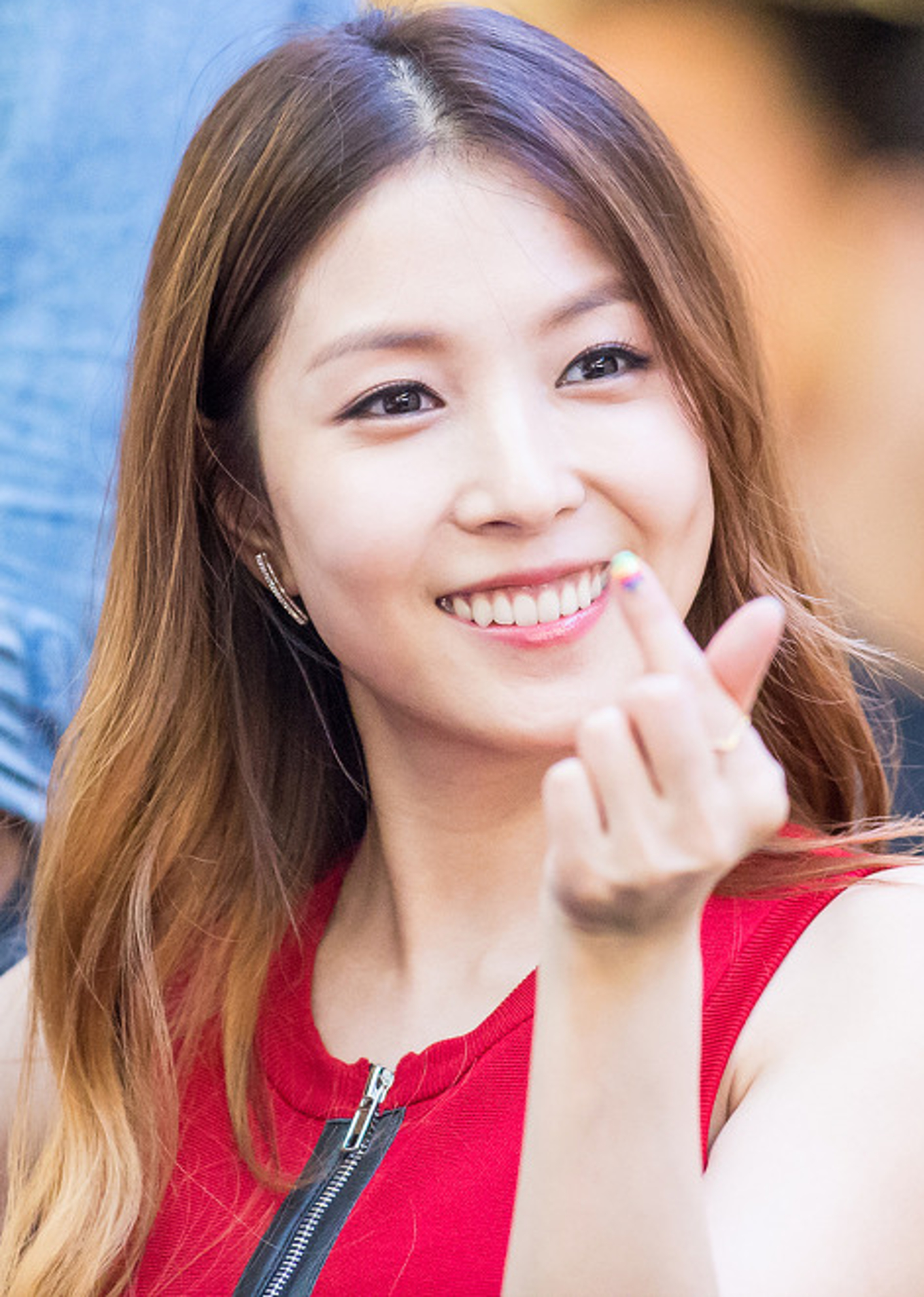
BoA es una de las principales causantes de la llamada ola coreana.

Durante el inicio de los años 2000, grupos de idols que habían experimentado un intenso éxito en la década de 1990, estaban en declive. El grupo H.O.T. concluyó sus actividades en 2001, mientras que otros grupos como Sechs Kies, S.E.S., Fin.K.L, Shinhwa y g.o.d, se volvieron inactivos en los años siguientes. Sin embargo, los idols del K-pop comenzaron a recibir popularidad de otras partes de Asia como el grupo Baby VOX, que en 2002 se hizo popular en muchos países asiáticos, después de que la canción «Coincidence» fue lanzada y promovida durante la Copa Mundial de Fútbol de 2002, y en 2003, alcanzó el primer lugar en las listas de música chinas con la canción «I'm Still Loving You», siendo el primer grupo en lograrlo. En este período de principios del siglo XXI, cantantes solistas como BoA y Rain, debutaron y se destacaron en popularidad, con BoA convirtiéndose en la primera artista del país en alcanzar el primer lugar de la lista Oricon en Japón y Rain por realizar un concierto para una audiencia de 40 000 personas en Pekín. Sin embargo, los éxitos de los grupos TVXQ y SS501, después de sus debut en 2003 y 2005, respectivamente, marcaron el resurgimiento de grupos de idols en el entretenimiento surcoreano y el crecimiento del K-pop como parte del hallyu, que se refiere a la popularidad de la cultura surcoreana en otros países. El nacimiento de la segunda generación de K-pop fue seguido con los exitosos debuts de Super Junior (2005), Big Bang (2006), Wonder Girls (2007), Girls' Generation (2007) y KARA (2007). El grupo TVXQ se destacó por el surgimiento de las boy bands en Japón. En 2008, la canción «Purple Line» los convirtió en la primera boy band extranjera y el segundo artista después de BoA en conquistar el primer lugar en la lista de Oricon.
Desde mediados de los años 2000, una gran parte del mercado de música de Asia oriental ha estado dominada por el K-pop. En 2008, las exportaciones culturales de Corea del Sur (incluidos los dramas televisivos y los juegos de ordenador) ascendieron a 2 000 millones de dólares, manteniendo una tasa de crecimiento anual superior al 10 %. Ese año, Japón representó casi el 68 % de todos los ingresos de exportación del K-pop, por delante de China (11,2 %) y los Estados Unidos (2,1 %). La venta de entradas para conciertos resultó ser un negocio lucrativo; La gira Tohoshinki Live Tour de TVXQ en Japón vendió más de 850 000 boletos a un costo promedio de US$109 cada uno, generando un total de 92,6 millones de dólares en ingresos.
En otro lugar del mundo, el género ha crecido rápidamente en el éxito, especialmente después de que «Gangnam Style» de PSY fuera el primer vídeo de YouTube en llegar mil millones de visitas, logrando una cobertura generalizada en los principales medios de comunicación. Aunque varias empresas de entretenimiento (con ídolos como BoA, Wonder Girls y CL, quienes lanzaron sencillos en inglés) han hecho varios intentos de incursionar en el mercado de habla inglesa, estos no han tenido éxito.
Como parte de la ola coreana, el K-pop ha sido adoptado por el gobierno surcoreano como una herramienta de poder de persuasión, particularmente a los jóvenes del extranjero. En 2014, The Economist apodó al K-pop como «líder de tendencias de Asia».
En noviembre de 2020, el primer grupo de K-pop recibió su primera nominación a los Grammy. En concreto, tal reconocimiento recayó en la banda BTS por su canción «Dynamite», en la categoría de Mejor interpretación de grupo o dúo pop. 

## Industria

### Agencias
El K-pop ha generado una industria entera que abarca las compañías musicales, compañías de gestión de eventos, distribuidores de música y otros proveedores de mercancías y servicios. Las tres empresas más grandes en términos de ventas e ingresos son S.M. Entertainment, YG Entertainment y JYP Entertainment, a menudo referido como los «Big Three». Estas discográficas también funcionan como agencias de representación de sus artistas. Son responsables del reclutamiento, financiación, entrenamiento y promoción de nuevos artistas, así como la gestión de sus actividades musicales y relaciones públicas. Actualmente, la agencia con la mayor participación en el mercado es S.M. Entertainment. En 2011, junto con Star J Entertainment, AM Entertainment y Key East, las agencias de «Big 3» fundaron la compañía United Asia Management.
| Año de establecimiento | Discográfica       | 2008 | 2010 | 2011 | 2012 | 2013  | 2014  | 2015 | 2016  | 2017 | 2018  | 2019  | Ref    |
| ---------------------- | ------------------ | ---- | ---- | ---- | ---- | ----- | ----- | ---- | ----- | ---- | ----- | ----- | ------ |
| 1995                   | S.M. Entertainment | 42,5 | 87,1 | 129  | 241  | 268   | 286 9 | 325  | 349   | 365  | 612   | 1786  | [ 81 ] |
| 1996                   | YG Entertainment   | 22,2 | 51,8 | 70,3 | 96,9 | 116,6 | 156,3 | 170  | 195,3 | 284  | 335,9 | 865   | [ 82 ] |
| 1997                   | JYP Entertainment  | 3,1  | 9,1  | 17,8 | 13,5 | 21,4  | 48,5  | 50,2 | 78,8  | 110  | 286,2 | 753,4 | [ 83 ] |

### Ventas y valor del mercado
En 2009, DFSB Kollective se convirtió en la primera empresa distribuidora de K-pop en iTunes. En 2011, un número de 1100 álbumes fueron lanzados en Corea del Sur. El género hip hop fue el que obtuvo la mayor representación con un total de dos tercios del total de álbumes. Un tercio de ellos, eran de una variedad de otros géneros, incluyendo rock, folk moderno y crossover. En 2012, el costo promedio de obtención de una canción K-pop en Corea del Sur fue de 0,10 dólares para una sola descarga, y de 0,002 dólares cuando se transmite en línea. En el primer semestre del año, según Billboard, la industria musical surcoreana recaudó unos 3400 millones de dólares, un aumento del 27,8 % con respecto al año anterior. Fue reconocida por la revista Time como «la mayor exportación de Corea del Sur».

### Sistema de aprendices
En el K-pop moderno, los aprendices pasan por un sistema entrenamiento durante un tiempo determinado. Este método fue popularizado por Lee Soo Man, fundador de S.M. Entertainment, como parte de un concepto nombrado como «tecnología cultural». The Verge describió esto como un sistema «extremo» de manejo del artista. Según el CEO de Universal Music's Southeast Asian, el sistema de aprendices de ídolos de Corea es único en el mundo.
Debido al período de formación, que puede durar muchos años, y la cantidad significativa de dinero que invierten en los aprendices, la industria se torna seria al lanzar nuevos artistas. Los aprendices pueden ingresar a una agencia a través de audiciones o ser reclutados en algún otro momento, y una vez que se convierten en aprendices, reciben alojamiento y clases (comúnmente de canto, baile, rap e incluso lenguas extranjeras como mandarín, inglés y japonés) mientras se preparan para debutar. Los jóvenes aprendices a veces asisten a la escuela al mismo tiempo. No hay límite de edad para convertirse en un aprendiz y no hay límite de tiempo donde se puede pasar como un aprendiz.

### Listas musicales
Las listas musicales de Corea incluye Korea K-Pop Hot 100 y Gaon Chart. Recientemente, algunos discos de K-pop han aparecido en Oricon Albums Chart de Japón y en Billboard Hot 100 de los Estados Unidos. En mayo de 2014, EXO se convirtió en el tercer artista de K-pop en entrar en Billboard 200 ese año después de que 2NE1, Girls' Generation y Wonder Girls fueran los primeros actos de K-pop en entrar en Billboard 100. En octubre de 2016, el álbum de BTS, Wings, se convirtió en el primer álbum coreano en aparecer en las listas de álbumes de Reino Unido, alcanzando el puesto sesenta y dos, y el álbum de K-pop más vendido en Billboard 200. También se convirtió en el primer artista coreano en tener tres puestos en Billboard 200 En febrero de 2017, la reedición de Wings titulada You Never Walk Alone se posicionó en el puesto sesenta y uno de Billborad 200. También entraron en el Top 10 de iTunes de Estados Unidos con la canción «Spring Day» dentro de la novena posición.

### Televisión
La industria musical coreana ha generado numerosos reality shows, incluyendo programas de talento como Superstar K y K-pop Star, el concurso de rap Show Me The Money y su contraparte femenina, Unpretty Rapstar, y muchos shows de «supervivencia» para formar un nuevo grupo de ídolos. Ejemplos de programas de supervivencia son: MyDOL de Jellyfish Entertainment, que formó el grupo de chicos VIXX; WIN: Who Is Next de YG Entertainment, con el cual se formó el grupo WINNER; MIX&MATCH, donde se formó iKON; SIXTEEN, donde se formó el grupo de chicas Twice; No.Mercy de Starship Entertainment, donde se formó Monsta X; Produce 101 de Mnet, formando I.O.I y Wanna One; Finding Momo Land de Duble Kick Entertainment, donde se formó Momoland, YG Treasure Box donde, se formó Treasure, I-Land donde se formó Enhypen.

## Cultura
Los artistas de K-pop se refieren con frecuencia como ídolos o grupos de ídolos. Los grupos suelen tener un líder, y el miembro más joven del grupo que se llama maknae (en hangul, 막내). El uso popular de este término en Japón fue influenciado por el grupo masculino SS501 cuando ampliaron sus actividades en el país en 2007. Su traducción japonesa マ ン ネ se usó a menudo para nombrar al miembro más joven Kim Hyung Jun del grupo para diferenciarlo de su líder con un nombre y ortografía similar, Kim Hyun Joong.

### Expresiones de la industria
| Coreano                | Romanización           | Significado |
| ---------------------- | ---------------------- | --- |
| 대상                   | daesang                | En los premios musicales, los artistas pueden recibir un bonsang por sus logros musicales sobresalientes. Uno de los ganadores del bonsang es otorgado con un daesang, el «Gran Premio». |
| 본상                   | bonsang                | En los premios musicales, los artistas pueden recibir un bonsang por sus logros musicales sobresalientes. Uno de los ganadores del bonsang es otorgado con un daesang, el «Gran Premio». |
| All-Kill (AK)          | All-Kill (AK)          | Refiriéndose a las posiciones de una lista. Un «all-kil» (AK) ocurre cuando una canción consigue posicionarse en los mejores lugares de las listas principales musicales de Corea del Sur simultáneamente. |
| Perfect All-Kill (PAK) | Perfect All-Kill (PAK) | Un «Perfect all-kill» sucede cuando una canción obtiene un «all-kill» al mismo tiempo que coloca primero en Instiz Weekly Chart. |
| Miniálbum              | Miniálbum              | Es un EP, contiene canciones múltiples, pero menos que un álbum de estudio. |
| Title track            | Title track            | Es un sencillo que es publicado junto con un vídeo musical y se promociona a través de actuaciones en vivo en programas musicales de televisión. |
| Promotion              | Promotion              | Se produce cuando se libera un sencillo. Los artistas se presentan en programas de televisión y entrevistas. La promoción en programas de televisión suele durar un mes, con un «debut stage» para los que recién comienzan su carrera musical, un «comeback» cuando el artista o grupo hace una reaparición y un «goodbye stage» al final de las promociones. |
| Comeback               | Comeback               | Se refiere al lanzamiento de música nueva de un artista y a las consiguientes presentaciones en TV. |

### Apelación y base de aficionados
No todos los fanáticos del K-pop son mujeres jóvenes, aunque la mayoría lo son. En 2012, la revista New York entrevistó a los fanáticos masculinos de Girls' Generation, quienes admitieron que le gustaban el grupo por las apariencias y personalidades de sus miembros, citando la humildad de las integrantes y la amistad hacia los aficionados.

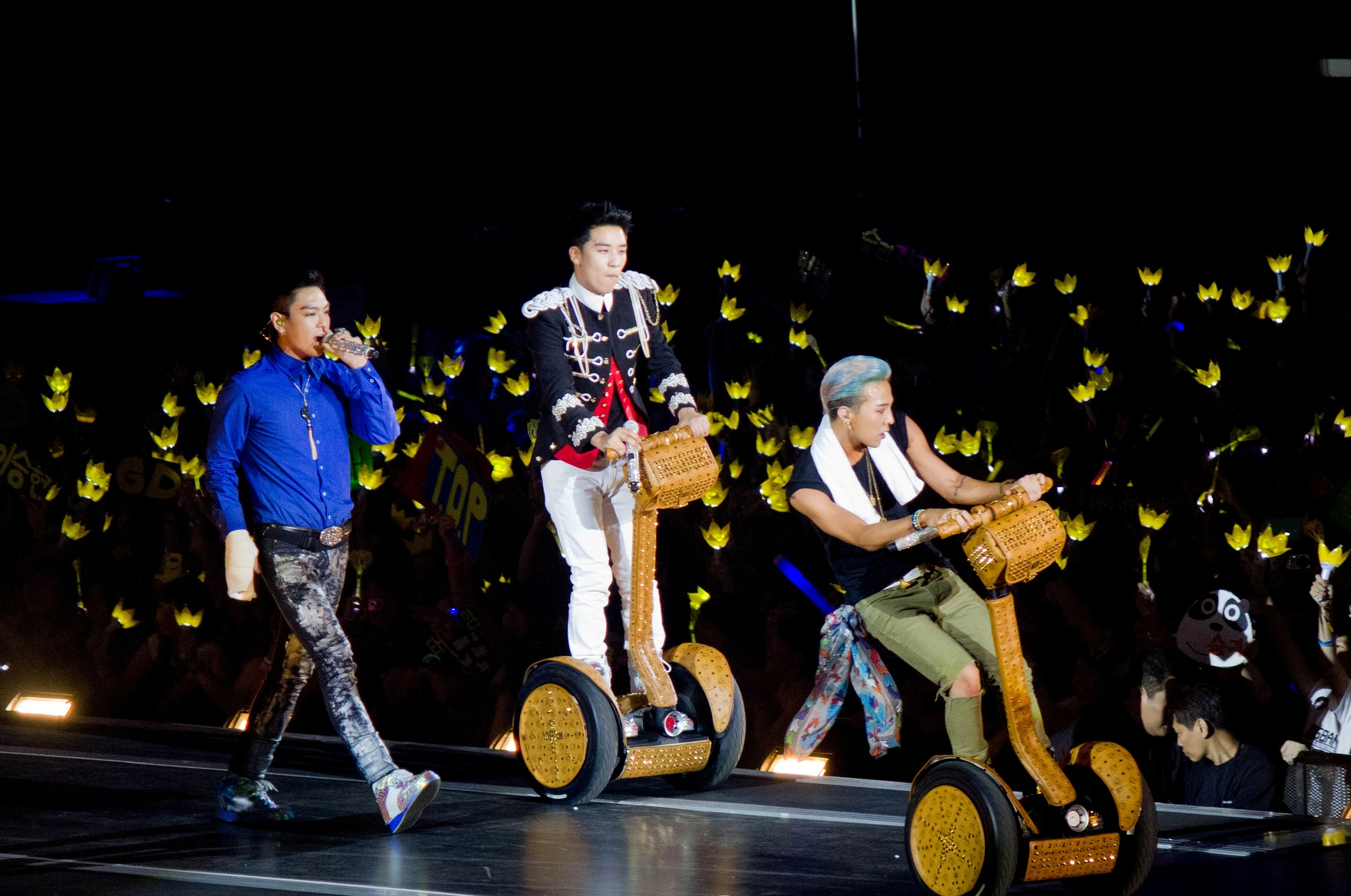
Los fans de Big Bang (VIPs) sostienen lightsticks en forma de corona durante un concierto: este es el símbolo de las VIPs.

Muchos aficionados viajan al extranjero para ver sus ídolos en gira, y los turistas suelen visitar Corea desde Japón y China para ver conciertos de K-pop. Una gira de un grupo de K-pop, consiguió a 7000 fanáticos japoneses volando a Seúl para conocer al trío de chicos JYJ en 2012, y durante el concierto de JYJ en Barcelona en 2011, los aficionados de muchas partes del mundo acamparon durante la noche para ganar una entrada. Una encuesta de 2011 realizada por el Servicio de Información y Cultura de Corea informó que había más de tres millones de miembros activos de los clubes de fanáticos.
Un artículo de The Wall Street Journal indicó que el futuro del K-pop será formado por los aficionados, cuyas actividades en línea se han convertido en «microempresas». Los grupos de K-pop comúnmente tienen fanclubs (club de fanes) dedicados con un nombre colectivo y a veces un color asignado, al cual liberan la nueva mercancía. Por ejemplo, los fanáticos de TVXQ son conocidos como «Cassiopeia», y su color oficial es rojo perlado. Algunos de los grupos más populares tienen lightsticks personalizados para usar en sus conciertos; Por ejemplo, los aficionados de Big Bang usan un lightsitck en forma de corona amarilla.

Fan rice del grupo masculino EXO.

Los fanclubs a veces participan en eventos de caridad para apoyar a sus ídolos, y compran bolsas de arroz con el fin de mostrar apoyo. Las bolsas de arroz se donan a los más necesitados. Según la revista Time, para uno de los conciertos de Big Bang, 12,7 toneladas de arroz fueron donadas de cincuenta clubes de fanáticos de todo el mundo. Hay empresas en Corea dedicadas a enviar el arroz de los agricultores a los lugares. Otra manera que los clubes de fanes muestran su devoción es el envío de almuerzo a los ídolos durante sus horarios, y hay empresas de cáterin en Corea del Sur específicamente para este fin.
Una característica única de los aficionados del K-pop es el «canto de los fans». Cuando un grupo de ídolos lanza una nueva canción, los clubes de aficionados organizan un cántico de fanes y lo aprenden para que puedan cantar partes de la canción o los nombres de sus ídolos durante presentaciones en vivo.

#### Obsesión
Algunos idols se han enfrentado a grandes problemas debido a los “fanáticos” que se dedican a tener un comportamiento tóxico y excesivo. Estos aficionados son conocidos como los sasaengs, de los coreanos, llamándolos así por querer invadir la privacidad de todos los idols. Ha habido casos de comportamientos extremos de algunos “fanáticos” tratando de obtener la atención de sus ídolos, así como los servicios de taxi que atienden a aquellos que deseen seguir los ídolos. Los funcionarios públicos coreanos reconocen esto como una preocupación única, pero seria y bastante sensible.
Algunos ídolos han reaccionado con enojo hacia los sasaengs, por ejemplo: algunos miembros de JYJ, Heechul de Super Junior, y Jang Keun Suk.
En respuesta al problema, una nueva ley introducida en febrero de 2016 en Corea vio que la pena de acoso ascendía a unos 17 000 dólares, así como una posible pena de dos años de prisión.

### Eventos

#### Convenciones y festivales musicales
- 2003–presente: Korean Music Festival en el Hollywood Bowl en Los Ángeles
- 2011–presente: K-POP World Festival en Corea del Sur
- 2012–presente: KCON en California
- 2015–presente: KCON en Nueva York
- 2015–presente: KCON en Japón
- 2017- presente: KCON en Ciudad de México
- 2019–presente: Convención de K-pop en Filipinas

### Medio social
Los medios de comunicación social han sido fundamentales en el alcance global del K-pop, en particular la plataforma de vídeos YouTube. De los 2 28 mil millones de vistas para el K-pop, 240 millones proceden de Estados Unidos, más del doble de la cifra de 2010 (94 millones).

## Popularidad e impacto mundial

### Asia

#### Taiwán
El K-pop es muy popular en Taiwán y también lo adoran los jóvenes. Los cantantes coreanos de K-pop suelen realizar conciertos en Taiwán. El K-pop es una música popular muy importante en Taiwán. La cultura pop coreana es muy popular en Taiwán y la preferencia del pueblo taiwanés hacia Corea del Sur continúa aumentando significativamente, lo que también hace que la relación entre Corea del Sur y Taiwán sea muy estrecha.

#### India
En el estado indio de Manipur, donde los separatistas han prohibido las películas de Bollywood, los consumidores han recurrido a la cultura popular coreana para sus necesidades de entretenimiento. El corresponsal de BBC, Sanjoy Majumder, informó que los productos de entretenimiento coreanos son en su mayoría copias sin licencia de Birmania, y son generalmente bien recibidos por la población local. Esto ha llevado al uso cada vez mayor de las frases coreanas en el lenguaje común entre los jóvenes de Manipur.
Con el fin de aprovechar la popularidad del K-pop en Manipur, muchos salones de peluquería han ofrecido cortes al «estilo coreano» basándose en los peinados de las boy bands de K-pop. La cultura coreana se está extendiendo desde Manipur hasta el estado vecino de Nagaland. 
El K-Pop se está poniendo al día en varios otros estados del país y millones de fanáticos celebran festivales y competencias en relación con el mismo.

#### China
El K-pop todavía no ha dominado el mercado chino, pero ha habido un éxito considerable: en 2005, Rain celebró un concierto en Beijing con cuarenta mil personas presentes. El grupo Wonder Girls ganaron un premio en el quinto premio anual de China Mobile Wireless Music Award por las ventas digitales más altas para un artista extranjero, con cinco millones de descargas digitales en 2010. Las compañías de entretenimiento a menudo incluyen a miembros chinos en grupos de ídolos con el objetivo de la comercialización a China; EXO-M de S.M. Entertainment fue un ejemplo de esto. Super Junior y su subgrupo Super Junior-M han tenido resultados exitosos en las listas de Kuang Nan Record, CCR y Hit Fm Taiwán.

#### Japón
Tras el levantamiento de las restricciones de importación y exportación entre Corea del Sur y Japón desde la Segunda Guerra Mundial, el primer álbum de BoA, Listen to My Heart en 2002, fue el primer álbum de un artista coreano que debutó en la mejor posición en Oricon y fue certificado con un RIAJ por haber vendido un millón de copias en Japón.
El 16 de enero de 2008, TVXQ (conocido como Tohoshinki en Japón) también alcanzó una buena posición en Oricon con su decimosexto sencillo japonés «Purple Line». Esto los hizo el primer grupo masculino extranjero y coreano en conseguir el primer lugar en Japón. Desde entonces, el mercado japonés ha visto una afluencia de actos de artistas coreanos como SS501, SHINee, Super Junior, Big Bang, INFINITE, KARA y Girls' Generation. En 2011, se informó que las ventas totales para los artistas de K-pop aumentaron un 22,3 % entre 2010 y 2011 en Japón. Algunos artistas coreanos estaban ubicados entre los diez artistas musicales más vendidos del año en Japón.
Con la tensión remanente entre Japón y Corea, la importación de la cultura coreana se ha encontrado con resistencia, en la manera de la «ola anti-coreana». Una manifestación contra la ola coreana con aproximadamente quinientos participantes fue transmitida por Fuji TV de Japón a una audiencia de Internet de más de 120 000 personas. Sin embargo, el presidente del consejo presidencial de National Branding cita esta manifestación como prueba de «que tan exitosa es la ola coreana».
Según Japón, el principal consumidor en 2010 fue él mismo y en una lista que también incluyó a Taiwán, China, Vietnam, Tailandia, Malasia, Indonesia y Filipinas.

#### Nepal
En Nepal, el K-pop ganó popularidad junto con sus dramas y películas coreanas. El K-pop se ha convertido en influyente en la industria musical nepalí y vídeos de música de K-pop a menudo se utilizan como un acompañamiento a la música nepalí en YouTube y se ha convertido en una tendencia popular en el país.

#### Singapur

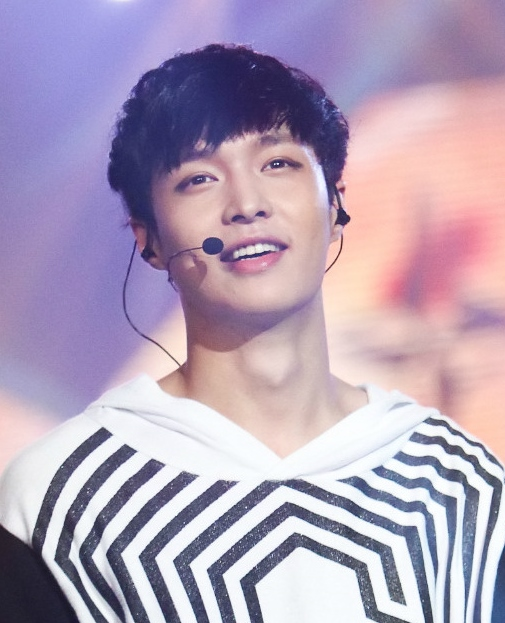
Lay, miembro del grupo EXO, en un concierto en Singapur en 2014.

Hay una base de aficionados de K-pop en Singapur, donde grupos de ídolos, como EXO, BTS y 2NE1, suelen celebrar conciertos. La popularidad del K-pop junto a los dramas coreanos ha influido en la imagen de belleza de los singapurenses. Las «cejas rectas» del estilo coreano se han vuelto muy populares entre muchas mujeres y hombres singapurenses de ascendencia china, malaya e india. Los salones de belleza singapurenses han visto un aumento en el número de clientes interesados en obtener el estilo coreano de las «cejas rectas» en los últimos años.

#### Malasia
En Malasia, entre los tres principales grupos étnicos ─malayos, chinos e indios─ muchos prefieren escuchar música en sus propios idiomas, pero la popularidad del pop coreano junto a las películas y series de televisión coreanas se ha vuelto popular entre los tres grupos étnicos, lo cual esto hizo que las empresas malayas han aprovechado aquella oportunidad. La popularidad del pop coreano también ha resultado en políticos que traen ídolos de K-pop al país para atraer a votantes jóvenes.

### América del Norte
En 2006, Rain celebró conciertos agotados en Nueva York y Las Vegas como parte de Rain's Coming World Tour.
En 2009, Wonder Girls se convirtió en el primer artista de K-pop en debutar en Billboard Hot 100. Ellas se unieron junto a los Jonas Brothers en el Jonas Brothers World Tour 2009. En 2010, recorrieron veinte ciudades de Estados Unidos, Canadá y México, y fueron nombradas como «Artista de el Mes» en House of Blues en junio.

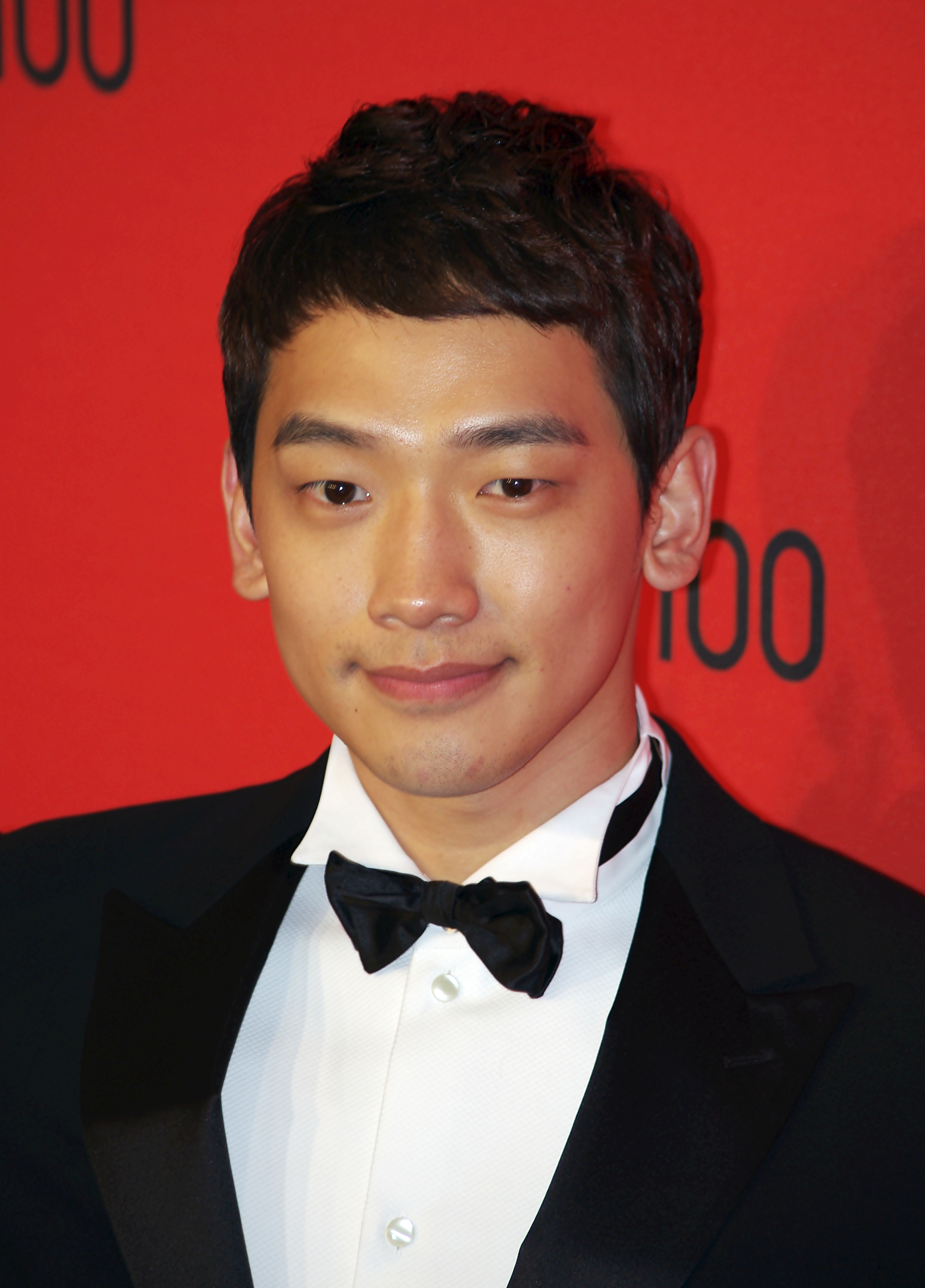
Rain en la gala de Time 100 de 2011 en Lincoln Center en Nueva York.

En 2010, S.M. Entertainment celebró el SMTown Live '10 World Tour con fechas en Los Ángeles, París, Tokio y Nueva York. El mismo año, durante el octavo Festival Anual de Música Coreana, artistas de K-pop hicieron sus primeras apariciones en el Hollywood Bowl.
Los notables conciertos de K-pop en los Estados Unidos en 2011 incluyen el KBS Concert en New York Korea Festival, K-Pop Masters Concert en Las Vegas y Korean Music Wave en Google, que se celebró en la sede de Google en Mountain View, California.
El año 2012 marcó un año de avance para el K-pop en Norteamérica. En el comienzo del año, Girls' Generation interpretó la versión en inglés de «The Boys» en el programa de entrevistas nocturnas The Late Show with David Letterman y también en el programa de entrevistas Live! with Kelly, convirtiéndose en el primer acto musical coreano en actuar en estos programas, y el primer acto coreano para actuar en la televisión sindicada en los Estados Unidos. En el mismo año, el grupo formó subunidad, titulada Girls' Generation-TTS, o simplemente «TTS», compuesta por las integrantes Taeyeon, Tiffany y Seohyun. El debut del subgrupo fue con el miniálbum Twinkle, el cual alcanzó el puesto ciento veintiséis en Billboard 200. En mayo, SMTown regresó a California nuevamente con el SMTown Live World Tour III en Anaheim. En agosto, como parte de New Evolution Global Tour, 2NE1 celebró su primer concierto en el área metropolitana de Nueva York en el Prudential Center de Newark, Nueva Jersey. En noviembre, como parte de Alive Tour, Big Bang realizó su primer concierto en solitario en Estados Unidos, visitando el Honda Center de Los Ángeles y el Prudential Center de Newark. Los boletos se agotaron en pocas horas, y se agregaron fechas adicionales. El 13 de noviembre, la cantante y compositora estadounidense Madonna y bailarinas de respaldo interpretaron «Gangnam Style» junto a PSY durante un concierto en el Madison Square Garden de Nueva York. PSY le dijo a periodistas que su concierto con Madonna había «encabezado su lista de logros».
El 29 de enero de 2013, Billboard, una de las revistas de música más populares de Estados Unidos, lanzó Billboard K-Town, una columna en línea en su sitio web que cubría noticias de K-pop, artistas, conciertos e información gráfica.
En marzo de ese año, f(x) actuó en el K-Pop Night Out at SXSW en Austin, Texas, junto a The Geeks, que representaba el rock coreano. F(x) fue el primer grupo de K-pop que jamás actuó en SXSW. Mnet organizó su evento KCON en NY y LA en julio de 2016.

### Latinoamérica
Muchos grupos de ídolos tienen bases de fanáticos leales en América Latina. Desde 2009, se han formado cerca de doscientos sesenta clubes de aficionados con un total de más de veinte mil y ocho mil miembros activos en Chile y Perú respectivamente.

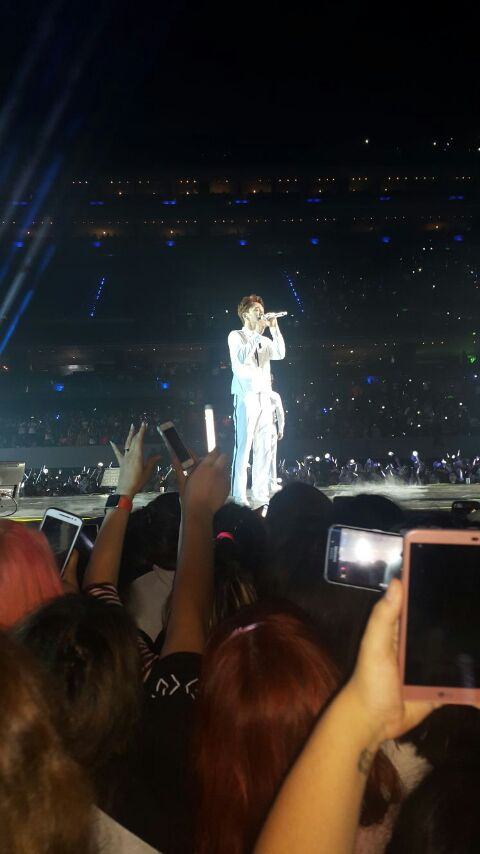
Chen de EXO durante la gira EXO Planet 3 ─ The EXO'rDIUM en México en 2017.

En 2011, United Cube Concert se celebró en São Paulo, poco después de que se celebrara la segunda ronda de K-Pop Cover Dance Festival en Brasil, con MBLAQ como jueces.
En marzo de 2012, JYJ actuó en Chile y Perú. Cuando el grupo llegó al Aeropuerto Internacional Jorge Chávez en el Perú para el concierto JYJ World Tour, fueron escoltados por oficiales de seguridad del aeropuerto a través de una salida privada debido a motivos de seguridad sobre el gran número de aficionados (más de tres mil). En la Explanada Sur del Estadio Monumental de Lima, algunos aficionados acamparon durante días para ver a JYJ. En abril, Caracol TV y Arirang TV emitieron conjuntamente un programa de K-pop en Colombia. En septiembre, Junsu se convirtió en el primer ídolo del K-pop para tocar solo en Brasil y México, después de Wonder Girls en Monterrey en 2009. Los conciertos se agotaron con bastante antelación. Ese año hubo setenta clubes de K-pop en México, con al menos sesenta mil miembros en total.
En enero de 2014, Kim Hyung Joon actuó en Perú, Chile y Bolivia, convirtiéndose en el primer ídolo de K-pop en actuar en Bolivia. Su gira demostró su popularidad en el continente, ya que los seguidores y los medios de comunicación lo siguieron por todas partes, provocando que el tráfico en las carreteras y la policía fuera llamada para mantener la seguridad. Los aficionados también fueron vistos lanzando sus carpas fuera de la sala de conciertos durante días antes del concierto.
En abril de 2014, SHINee actuó en Argentina, México y Chile. En solo dos días, el grupo coreano vendió más del 60 % de las entradas para su primer concierto en Chile a realizarse el 6 de abril en el Movistar Arena.
En el año 2014 y 2015 el K-pop es llevado a la pantalla de eltrece de Argentina y el género se incorpora a los ritmos del programa Bailando por un sueño, conducido por Marcelo Tinelli. Esta incorporación del ritmo hace que el K-pop empiece a reconocerse masivamente en el territorio argentino.
En el año 2017 el grupo BTS se convierte en el primer grupo en vender más de 40 000 entradas en Chile y Brasil para su The Wings Tour. En Chile el grupo rompió el récord de ventas y asistencia que anteriormente poseía Madonna en el Movistar Arena, el tour en Chile fue mencionado en un artículo New York Times debido a su récord en emisión de ruido de los fanáticos coreando todas sus canciones y la masiva asistencia.
El 2018 se realizó por segunda vez el Music Bank en Chile, donde se presentaron los grupos Twice, BAP, VIXX, Taemin,SF9 y Wanna One  en el Movistar Arena. Posteriormente en el año 2022 se celebra una nueva edición de este festival, esta vez con los artistas NCT, (G)-idle, The Boyz, ATEEZ, TXT (Tomorrow X Together) y Stayc.Sin embargo, esta versión del festival se tuvo que cancelar en medio de su realización debido a la fuerte lluvia y tormenta eléctrica que aconteció aquel día, decisión tomada debido a que durante la presentación del girlgroup (G)-idle una de las integrantes, Shuhua, resbaló y se cayó por lo resbaloso y mojado del piso, sólo a dos horas de su inicio, causando que sólo la mitad de los grupos pudieran presentarse.

### Europa
En 2010, SMTown Live '10 World Tour y Super Junior Super Show 4 Tour se celebraron en París.
En febrero de 2011, Teen Top actuó en la sala de conciertos de Apolo en Barcelona. En mayo, Rain se convirtió en el primer artista de K-pop en actuar en Alemania, durante el Dresden Music Festival. JYJ también actuó en Berlín y Barcelona. Big Bang voló a Belfast y ganó el premio como Mejor Acto Mundial durante los MTV EMAs de 2011 en Irlanda del Norte. En Polonia, la K-pop Star Exhibition se celebró en el Centro de Cultura Coreana de Varsovia. El K-pop también vio un aumento en popularidad en Rusia, donde cincuenta y siete equipos de baile participaron en el K-pop Cover Dance Festival. Durante la segunda ronda de la competencia, SHINee voló a Moscú para ser los jueces y también actuaron para los aficionados rusos.
En febrero de 2012, Highlight (anteriormente conocido como BEAST) llevó a cabo su gira Beautiful Show en Berlín. Según Berliner Zeitung, muchos aficionados que asistieron no eran solo de Alemania, sino también de países vecinos como Francia y Suiza. También en febrero, el Music Bank World Tour atrajo a más de diez mil aficionados al Palais Omnisports de París-Bercy. Ese año, artistas como BEAST y 4Minute se presentaron durante el United Cube Concert en Londres, donde también se celebró el MBC Korean Culture Festival. Cuando SHINee llegó al aeropuerto Heathrow de Londres para un concierto en el West End de Odeon en el mismo año, parte del aeropuerto se convirtió temporalmente invadido por los fanáticos frenéticos. El sistema de reservas de Odeon West End colapsó por primera vez en un minuto después de que comenzaran las ventas de entradas, ya que el concierto provocó una respuesta inesperadamente grande. En ese momento, SHINee también realizó una actuación de media hora en el Abbey Road Studios. La compra de boletos para esta actuación fue tan alta que la revista de moda Elle regaló cuarenta entradas a través de una lotería, y el concierto también fue televisado en Japón a través de seis canales diferentes.
También en 2012, Big Bang ganó un premio en la categoría Mejor Fan de TRL Awards. En el año 2014 se vio un aumento continuo en la popularidad del K-pop en Rusia. El 3 de febrero, Park Jung Min se convirtió en el primer cantante coreano en celebrar un concierto en solitario en Moscú.
En 2017 en España se celebraron los conciertos de 24k, el cual acudió en dos ocasiones, el 7 de abril a Madrid y el 5 de agosto a Barcelona. También el grupo K.A.R.D se presentó el 5 de septiembre en Madrid.[cita requerida]

### Medio Este y África
El K-pop se ha hecho cada vez más popular en el Medio Oriente y África en los últimos años, particularmente entre los más jóvenes. En julio de 2011, los fanáticos israelíes se reunieron con el embajador de Corea del Sur en Israel, Ma Young Sam, y viajaron a París para el SMTown Live '10 World Tour en Europa. Según el Dr. Nissim Atmazgin, profesor de Estudios de Asia Oriental en la Universidad Hebrea de Jerusalén: «Muchos jóvenes consideran al K-pop como capital cultural, algo que los hace destacar entre la multitud». A partir de 2012, hay más de cinco mil aficionados del K-pop en Israel y tres mil en los territorios palestinos. Algunos aficionados israelíes y palestinos se ven a sí mismos como «misioneros culturales» e introducen activamente el K-pop a sus amigos y familiares, difundiendo aún más la ola Hallyu dentro de sus comunidades.
En 2012, el número de aficionados en Turquía superó los cien mil, llegando a cincuenta mil en 2013. ZE:A apareció en una reunión de aficionados en Dubái y un concierto en Abu Dhabi. En El Cairo, cientos de aficionados fueron al teatro de la Biblioteca de Maadi para ver la última ronda del K-POP Korean Song Festival, organizado por la Embajada de Corea.

### Oceanía
En 2011, el K-Pop Music Festival en el Estadio ANZ se celebró en Sídney, con Girls' Generation, TVXQ, B2ST, SHINee, 4minute, miss A, 2AM y MBLAQ. También hubo demanda de conciertos desde Nueva Zelanda.
En agosto de 2012, NU'EST visitó el puerto de Sídney y la Universidad de Nueva Gales del Sur, como jueces de un concurso de K-pop que se celebra allí. Al año siguiente, 4Minute eran juezas en el mismo concurso en Sídney. En octubre, PSY viajó por Australia después de que su sencillo «Gangnam Style» alcanzara el número uno en ese país en las listas de ARIA.
En mayo de 2016, B.A.P celebró un concierto en Auckland, convirtiéndose en el primer grupo de K-pop en Nueva Zelanda.

## Relaciones extranjeras
El 25 de mayo de 2010, Corea del Sur respondió al supuesto hundimiento de un buque de la Armada en Corea del Norte al difundir el sencillo «HuH» de 4Minute a través de la DMZ. En respuesta, Corea del Norte afirmó su decisión de «destruir» a los oradores establecidos a lo largo de la frontera. Ese año, The Chosun Ilbo informó que el Ministerio de Defensa había considerado la creación de grandes pantallas de televisión a través de la frontera para transmitir vídeos musicales de varios grupos populares de chicas como Girls' Generation, Wonder Girls, After School, Kara y 4Minute como parte de la «guerra psicológica» contra Corea del Norte. En septiembre de 2012, Corea del Norte subió un vídeo con una foto manipulada de la antigua presidenta de Corea del Sur, Park Geun Hye, bailando la coreografía del «Gangnam Style». El vídeo la calificó de admiradora «devota» del sistema Yushin del gobierno autocrático establecido por su padre, Park Chung Hee.
Desde principios de 2010, varios líderes políticos han reconocido el auge mundial de la cultura pop coreana, en particular el antiguo presidente de los Estados Unidos, Barack Obama, quien hizo una visita oficial a Corea del Sur en 2012 y mencionó las fuertes influencias de las redes sociales, añadiendo que: «No es de extrañar que muchas personas de todo el mundo hayan capturado la ola coreana». Pocos meses después, el Secretario General de la ONU, Ban Ki Moon, pronunció un discurso frente a la Asamblea Nacional de Corea del Sur, el «gran éxito global» de Corea en los campos de la cultura, el deporte y las artes, antes de señalar que la ola coreana «está dejando huella en el mundo». Esto ocurrió pocos días después de que la portavoz del Departamento de Estado de los Estados Unidos, Victoria Nuland, comentara en una rueda de prensa diaria que su hija «ama el pop coreano», lo que provocó un frenesí mediático en Corea del Sur después de que un periodista de Yonhap News Agency entrevistara a Nuland y describiera a la hija de Nuland como «loca por la música y la danza coreana».
En noviembre de 2012, el ministro británico de Relaciones Exteriores, Hugo Swire, se dirigió a un grupo de diplomáticos surcoreanos en la Cámara de los Lores, donde destacó los estrechos lazos y la cooperación mutua que configuran las relaciones entre Corea del Sur y Reino Unido. En febrero de 2013, la vicepresidenta del Perú, Marisol Espinoza, dio una entrevista con la agencia de noticias Yonhap de Corea del Sur, en la que expresó su deseo de que más empresas de Corea del Sur invirtieran en su país y nombró al K-pop como «uno de los principales factores que hizo que la gente peruana quisiera conocer más a Corea del Sur».
Según un artículo publicado por la revista Foreign Policy, la difusión de la cultura popular coreana a través del sudeste asiático, partes de América del Sur y partes de Oriente Medio ilustra cómo el cese gradual del colonialismo europeo está cediendo paso y abriendo espacio para un inesperado poder blando fuera del mundo occidental. Por otra parte, un artículo publicado por la revista The Quietus, expresó su preocupación de que las discusiones sobre el Hallyu como una forma de poder blando parecen llevar un olor del «viejo temor victoriano del peligro amarillo».
En agosto de 2016, se informó de que China planeaba prohibir las transmisiones de los medios de comunicación coreanos y las promociones de ídolos K-pop en el país en oposición al despliegue defensivo de los misiles THAAD (Terminal High Altitude Area Defense) de Corea del Sur. El reportaje de estas medidas reguladoras planeadas causó un impacto negativo inmediato en las acciones de las agencias coreanas de talento, aunque los precios de las acciones se recuperaron posteriormente.

## Críticas y controversias
Las principales críticas que enfrentan el género y la industria en su conjunto son:
- Personajes no originales y el plagio de la música occidental.[229][230][231][232]
- Apropiación cultural.[233][234]
- Entrenamiento estricto y el método de "preenvasado".[235]
- Sexualización de los ídolos tanto femeninos como masculinos, particularmente ídolos jóvenes.[236][237]
- Explotación y condiciones de vida injusta hacia los ídolos.[238]
- Énfasis en elementos visuales en vez de los elementos musicales.[239][240]
- Uso incorrecto del inglés y letra «sin sentido».[241]

En 2002, Time informó que los productores de televisión coreanos como Hwang Yong Woo y Kim Jong Jin fueron arrestados por «aceptar pagos por debajo de la mesa garantizando apariciones en televisión a aspirantes a cantantes y músicos» en un intento de combatir «la corrupción sistémica en la música de Corea del Sur». Las empresas investigadas incluyeron a SidusHQ y S.M. Entertainment.
Las compañías de manejo de K-pop también han sido criticadas por la explotación de ídolos a través del exceso de trabajo y contratos restrictivos, descritos como «contratos de esclavo» en un informe de la BBC. Según The Hollywood Reporter, «el negocio de entretenimiento de Corea es notoriamente improvisado y no regulado». Se sabe las demandas de las estrellas de K-pop, muchas de las cuales son de «ídolos» adolescentes que ensayan y se desempeñan sin dormir. S.M. Entertainment fue llevado a la corte por TVXQ y un miembro de Super Junior, quien alegó que sus condiciones de trabajo habían llevado a efectos adversos para su salud.
El 22 de diciembre de 2019, el gobierno de Chile en medio de un estallido social, culpó al K-pop dentro de los factores extranjeros que avivaron las movilizaciones. El informe fue rápidamente ridiculizado en las redes sociales del mismo país y posteriormente en los medios de comunicación de Corea. La explicación fue que los posteadores de mensajes referentes a movilizaciones hacían una estrategia de crossposting, para atraer a sus aficionados a la causa. Además que la popularidad de los hashtags vinculados al K-pop, lo que sería un factor importante en que coincidan con otras tendencias vinculadas al rechazo a la figura del mandatario y su gobierno. «Pero la correlación de hashtags vinculados con las movilizaciones y este género musical no implica necesariamente una causalidad».